# Bermudski zovoj
Bermudski zovoj (lat. Pterodroma cahow) je morska ptica iz porodice zovoja. 
Duga je 38 cm, a ima raspon krila od 89 cm. Čelo i prostor oko očiju su smeđosive boje. Vrat je smeđe boje. Kljun je crn. 
Aktivna je noću. Sezona parenja je od siječnja do lipnja. Ženka polaže jedno jaje. Iz jaja se izlegnu ptići nakon 50-54 dana. Opernate nakon devedesetak dana.

## Vanjske poveznice
|  | Zajednički poslužitelj ima još gradiva o temi Pterodroma cahow |
|  | Wikivrste imaju podatke o taksonu Pterodroma cahow             |